# Миленијумски проблеми
Миленијумски проблеми представљају седам проблема из математике дефинисаних од стране Клеј Математичког Института 24. маја 2000.  Проблеми су Бирч и Свинертон-Дајер-ова хипотеза, Хоџова хипотеза, Навиер-Стоксова егзистенција и глаткоћа, П = НП проблем, Поенкарова хипотеза, Риманова хипотеза и Јанг-Милсова егзистенција и масовна празнина. Исправно решење за било који од проблема доноси награду од 1 милион америчких долара коју институт додељује проналазачима.
До данас, једини проблем Миленијумске награде који је решен је Поенкарова хипотеза, коју је решио руски математичар Григориј Перелман 2003. године.

## Решен проблем

### Поенкарова хипотеза
У дводимензионалној многострукости, сферу карактерише чињеница да је једина затворена и једноставно-повезана површина. Поенкарова хипотеза каже да је ово такође истинито и у 3-многострукости. Ово је централни део општијег проблема класификације свих 3-многострукости. Ова хипотеза је формулисана на следећи начин:
Свака једноставно повезана, затворена 3-многострукост је хомоморфна са 3-сфером.
Доказ за ову претпоставку дао је Григориј Перелман 2003. године, на основу рада Ричарда Хамилтона; ревизија рада је завршена у августу 2006. године и Перелман је изабран да прими Филдсову медаљу за његово решење, али је одбио награду.  Перелман је званично награђен Миленијумском наградом 18. марта 2010,  али је одбио и ту награду као и новац од Клеј Математичког Института. Новинска агенција Интерфакс цитирала је да је Перелман сматрао да је награда неправедна. Перелман је такође рекао Интерфаксу да је његов допринос решавању Поенкарове хипотезе није био ништа већи од Хамилтоновог. 

## Нерешени проблеми

### П = НП
Поставља се питање да ли исказ важи или не, да за све проблеме за које алгоритам може брзо да провери дато решење (то јест, у полиномијалном времену ), алгоритам такође може брзо да пронађе решење. Пошто први описује класу проблема названу НП, док други описује П, питање је еквивалентно питању да ли су сви проблеми у НП такође у П. Ово се генерално сматра једним од најважнијих отворених питања у математици и теоријским рачунарским наукама јер има далекосежне последице на проблеме у математици, биологији, филозофији  и криптографији (види Последице решења проблема П=НП ). Уобичајени пример НП проблема за који није познато да је у П је САТ проблем.
Већина математичара и информатичара очекује да је П ≠ НП; међутим нема доказа за тај исказ. 
Званичан исказ проблема дао је Стивен Кук.

### Хоџова хипотеза
Хоџова хипотеза каже да за пројективне алгебарске варијетете, Хоџови циклуси су рационалне линеарне комбинације алгебарских циклуса .
Званичан исказ проблема дао је Пиерре Делигне .

### Риманова хипотеза
Риманова хипотеза је да свим нетривијалним нулама аналитичког наставка Риманове зета-функције реални део једнак 1/2. Доказ или оспоравање ове хипотезе би имало далекосежне импликације у теорији бројева , посебно на расподелу простих бројева. Ово је био Хилбертов осми проблем и још се сматра важним отвореним проблемом, цео век касније.
Званичан исказ проблема дао је Енрицо Бомбиери .

### Јанг–Милс постојање и масовна празнина
У физици, класична Јанг-Милсова теорија је генерализација Максвелове теорије електромагнетизма, где хромо- електромагнетно поље само носи набој. Као класична теорија поља, она има решења која путују брзином светлости тако да њена квантна верзија треба да описује честице без масе (глуоне). Међутим, постулирани феномен ограничења боја допушта само везана стања глуона, формирајући честице са масом. Ово је масовна празнина. Други аспект затварања је асимптотска слобода која чини замисливим да квантна Јанг-Милсова теорија постоји без ограничења на скале ниске енергије. Проблем је да се ригорозно успостави постојање квантне Јанг-Милс теорије и масовне празнине.
Званичан исказ проблема дали су Артур Џафе и Едвард Виттен . 

### Навиер – Стоксово постојање и глаткоћа
Навиер-Стоксове једначине описују кретање флуида и представљају један од основа механике флуида. Међутим, теоријско разумевање њихових решења је непотпуно. Конкретно, решења Навиер-Стоксових једначина често укључују турбуленције, за које општа решења остају један од највећих нерешених проблема у физици, упркос њиховом огромном значају у науци и инжењерству.
Чак ни основна својства решења Навиер-Стоксових једначина никада нису доказана. За тродимензионални систем једначина, и уз неке почетне услове, математичари још нису доказали да увек постоје глатка решења, или да ако постоје, имају ограничену енергију по јединици масе.  Овај проблем се зове Навијер-Стокс постојања и глаткоће.
Изазов је направити напредак ка математичкој теорији која ће дати увид у ове једначине, доказујући да постоје глатка, глобално дефинисана решења која испуњавају одређене услове, или да не постоје увек и да се једначине распадају.
Званичан исказ проблема дао је Чарлс Феферман.

### Бирч и Свинертон-Дајер хипотеза
Бирчова и Свинертон-Дајерова хипотеза бави се одређеним типовима једначина: онима који дефинишу елиптичке криве криве над рационалним бројевима. Хипотеза је да постоји једноставан начин да се утврди да ли такве једначине имају коначан или бесконачан број рационалних решења. Хилбертов десети проблем бавио се општијим типом једначине и у том случају је доказано да не постоји начин да се одреди да ли дата једначина уопште има решења.
Званичан исказ о проблему дао је Ендру Вајлс . 